# Guías de Navarra
Los Guías de Navarra fue una compañía junto a los 12 batallones que integraban la división navarra durante la primera guerra carlista, y afecta al mando militar.

## Historia

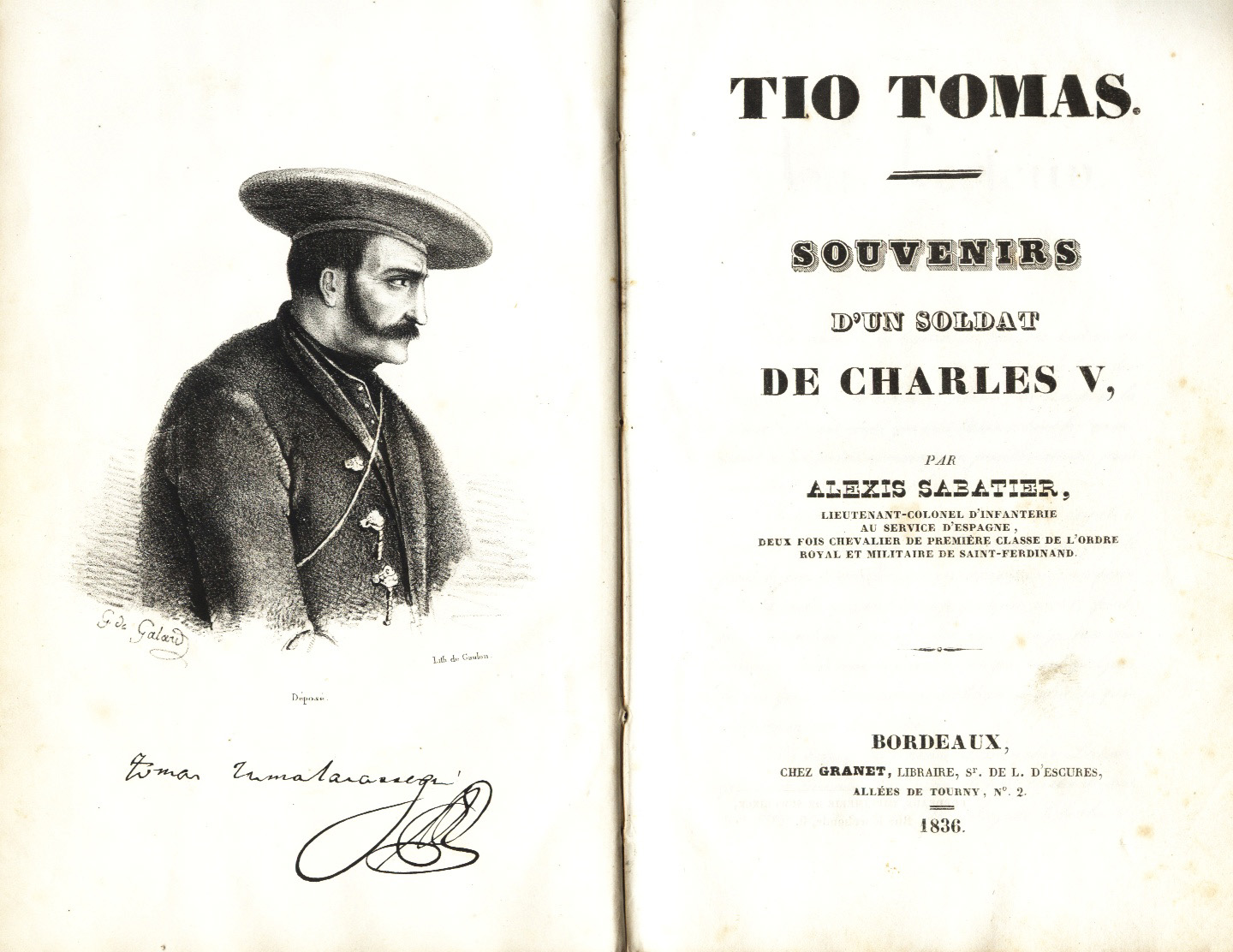
Portada del "Tío Tomás-Sabatier", obra de Alexis Sabatier, miembro de los "Guías de Navarra".

En la primavera de 1834, Tomás de Zumalacárregui, tras varias campañas exitosas, forma un batallón de Guías integrado por los militares más destacados de cada compañía. Debieron ser las tropas favoritas de Zumalacárregui empleada para «los movimientos arriesgados y acciones transcendentales.»
El Álbum de las tropas carlistas del Norte (Madrid, ca. 1844) los describe así:
- Constaba el batallón de 800 hombres sacados voluntarios de los demás cuerpos hasta 1836.
- Uniforme: Casaquilla gris con ojaladura amarilla en el pecho; pantalón grans (sic), boina encarnada; morral y alpargata.
- Desde el año 1836 usó el mismo uniforme que el resto del ejército.
- Armamento: Fusil, bayoneta y canana.

Según Alexis Sabatier, la ojaladura de la casaquilla la denominaban humorísticamente "sardinas" los soldados de los demás batallones, ya que carecían de este adorno. 
En la primavera de 1834, durante la primera guerra carlista, Zumalacárregui creó el batallón de Guías de Navarra. Según escribe Zaratiegui, «muchos deseaban, y aun se lo rogaron á Zumalacárregui, que diese al nuevo batallón su propio nombre, prefirió darle el de Guías de Navarra; país que merecía su particular afección, y cuya gloria nunca dejó de ensalzar por todos los medios posibles.» A pesar del nombre, ni eran navarros ni eran guías, sino soldados de las tropas liberales: manchegos, valencianos, andaluces, etc. que apenas conocían el territorio vasco-navarro. Al ser hechos prisioneros en la acción de Alsasua, habían aceptado alistarse con Zumalacárregui para salvar la vida.[cita requerida]
Zumalacárregui destinó al nuevo batallón como oficiales a los numerosos jóvenes extranjeros que atravesaban los Pirineos y se le ofrecían para luchar por la causa carlista. El batallón de Guías de Navarra fue empleado en las operaciones más desesperadas. Los hombres españoles mandados por oficiales extranjeros formaron un cuerpo excelente, obteniendo el favor de Zumalacárregui, que lo consideró por su disciplina y arrojo como su batallón preferido. Llegó el día en el que el haber pertenecido como oficial al batallón de Guías de Navarra era el galardón más valorado entre la oficialidad carlista.[cita requerida]

### Vestimenta
Según describe Charles Frederick Henningsen, y recoge José María Iribarren, «soldados del Pretendiente llevaban todos boina azul, chaqueta parda, manta terciada, faja roja, pantalones de pana muy anchos y alpargatas. La canana la llevaban en la cintura, y el morral a la espalda.» Por contra, los Guías de Navarra, «vestían guerreras azules con vivos encarnados en las pecheras y pantalones grises.» El general les dio las boinas rojas que meses antes había mandado comprar en Francia para que sus oficiales fuesen así diferenciados de los soldados que llevaban boinas azules, ya que la tropa carlista carecía de uniforme, siendo la boina vasca la única prenda que usaban en común. Los oficiales aceptaron las elegantes boinas rojas con alborozo, pero pronto las rechazaron cuando se dieron cuenta de que los tiradores liberales apuntaban con preferencia a las cabezas que se cubrían con boina roja. Fueron retiradas y escondidas en una casa de Eulate. Al crear el batallón de Guías de Navarra, Zumalacárregui mandó traer estas boinas y se las dio al recién creado batallón. Como afirma Henningsen, «los Guías de Vizcaya (pues había Guías en todas las provincias, si bien no gozaban de tanta reputación como los de Navarra) las llevaban blancas.»

### Procedencia de sus miembros
Sobre la procedencia de los componentes de esta unidad también Henningsen, que dedica un respetuoso y admirativo capítulo especial a los Guía de Navarra, afirma: «Cualquier soldado que se distinguiera podía entrar en los Guías, y aunque al principio se componía solamente de navarros, posteriormente dos tercios del batallón se componían de soldados de la Guardia, procedentes del Ejército, ya desertores, ya prisioneros, a los que se les habían confiado las armas, los cuales, aunque parezca extraño, lucharon siempre con una fidelidad y un valor que excedían en mucho al de los campesinos. La mayor parte de ellos eran naturales de Castilla y León.»
Tras la muerte de Zumalacárregui, la envidia hizo que el batallón formado por extranjeros y españoles de todas las regiones, excepto de Navarra y provincias vascas,[cita requerida] dejase de ser empleado preferentemente en las acciones más arriesgadas. En el año 1836 dejó de ser considerado como batallón para misiones especiales y fue integrado como un batallón más en el ejército carlista.[cita requerida]